# Toledo (Minas Gerais)
Toledo é um município brasileiro do Estado de Minas Gerais, na microrregião de Pouso Alegre. Localiza-se a uma latitude 22º44'35" sul e a uma longitude 46º22'19" oeste, estando a uma altitude de 1128 metros. Sua população, segundo o censo demográfico de 2022, é de 7 214 habitantes. Possui uma área de 136,776 km² e uma densidade demográfica de 52,74 habitantes por quilômetro quadrado.
Os municípios limítrofes são Munhoz a norte e nordeste, Itapeva a leste, Extrema a sudeste e os paulistas Pedra Bela a sudoeste e Socorro a oeste.
Atualmente a cidade de Toledo conta com acesso por estradas pavimentadas para a Rodovia Fernão Dias (BR-381), Extrema (MG), Munhoz (MG) e Pedra Bela (SP).